# Чайна-таун (Мангеттен)
Чайна-таун (англ. Chinatown, кит.: 曼哈顿华埠 or 唐人街, укр. Китайський квартал) — нейборгуд у Нижньому Мангеттені в Нью-Йорку, що межує з Нижнім Іст-Сайдом на сході, Маленька Італія на півночі, Цивік-центр на півдні та Трайбека на заході. З населенням від 90 000 до 100 000 чоловік Чайна-таун є домом для найбільшої концентрації китайців у Західній півкулі. Китайський квартал на Мангеттені також є одним із найстаріших китайських етнічних анклавів. Чайна-таун Мангеттена — один із дев’яти районів Чайнатауна в Нью-Йорку, а також один із дванадцяти в столичній зоні Нью-Йорка, де проживає найбільше етнічне китайське населення за межами Азії, що складається з приблизно 893 697 однорасових осіб станом на 2017 рік.

## Історія

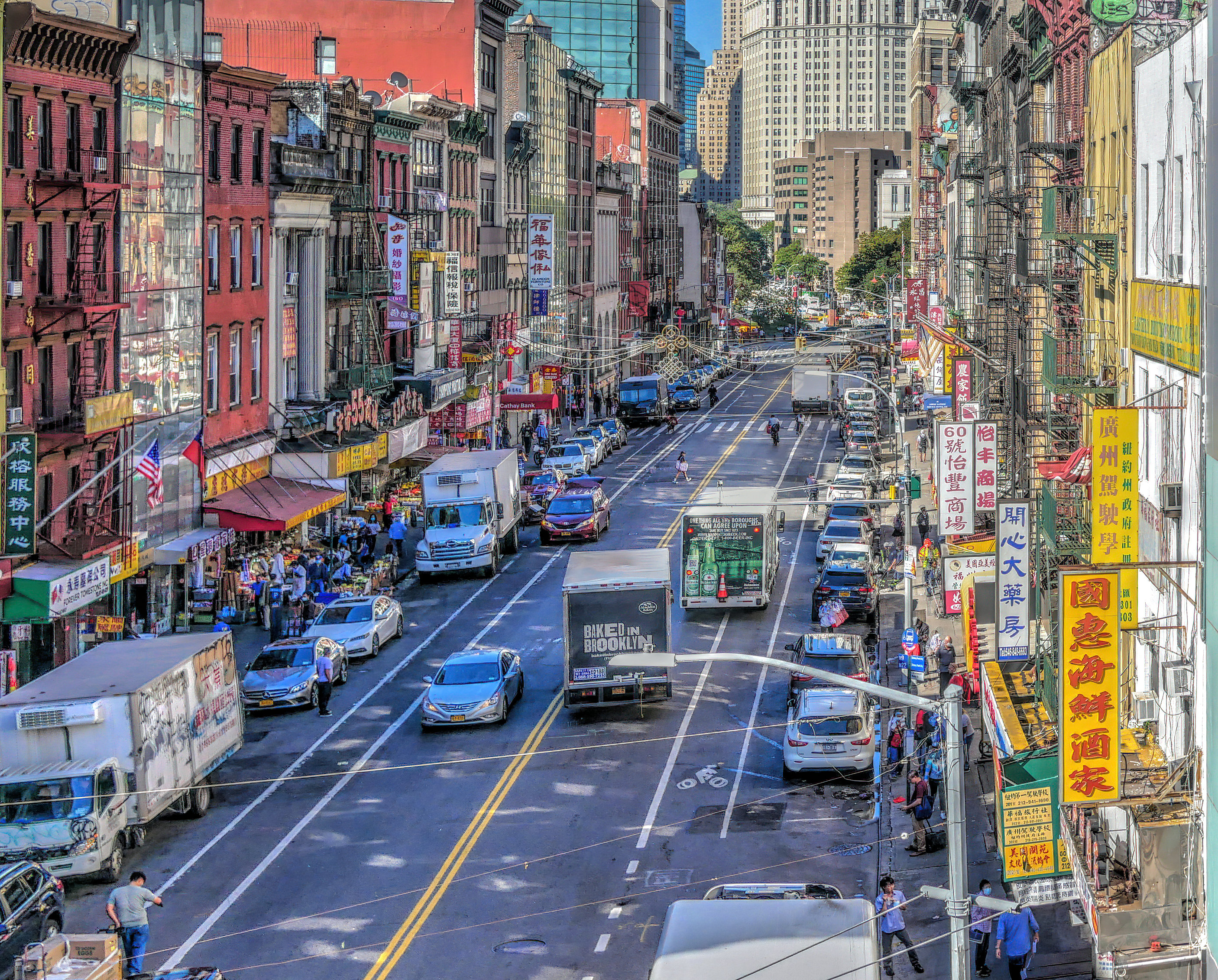
Маленький Фучжоу (на Іст-Бродвеї) вид з Манхеттенського мосту.

Вважається, що А Кен прибув у цей район у 1850-х роках; він перший китаєць, який іммігрував до китайського кварталу назавжди. Будучи кантонським бізнесменом, А Кен зрештою заснував успішний сигарний магазин на Парк-Роу. Вперше він прибув приблизно в 1858 році до Нью-Йорка, де він був, «імовірно, одним із тих китайців, про яких згадувалося в плітках шістдесятих [1860-х] років, які продавали «жахливі» сигари по три центи за штуку з маленьких кіосків уздовж огорожі міської ратуші, пропонуючи змочений папір і крихітні масляні лампи як запальнички», за словами автора Елвіна Харлоу в «Дні старого Бауері: Хроніки знаменитої вулиці» (1931).